# The Black Mirror (компьютерная игра)
Чёрное зеркало (англ. The Black Mirror), в оригинале Posel Smrti (с чеш. — «Посланец смерти») — приключенческая компьютерная игра, созданная чешской студией «Future Games» и изданная при поддержке «The Adventure Company», «Micro Application» и «GMX Media». Первая игра в одноимённой серии игр. В 2009 и 2011 годах вышли продолжения Чёрное зеркало 2 и Чёрное зеркало 3.
Чёрное зеркало была выпущена в течение 2003 года в большинстве стран Европы, в том числе 7 апреля в Германии и 30 апреля в Великобритании, 10 октября в Северной Америке и 1 марта 2004 года в России. 22 апреля 2005 года в Германии поступило в продажу специальное DVD-издание игры, в котором, помимо самой игры, содержится видеоинтервью с разработчиками, саундтрек и демоверсия игры Нибиру: Посланник богов.

## Сюжет
Действие происходит в 1981 году. В графстве Суффолк недалеко от города Лозовая Заводь (Уиллоу-Крик) расположено старинное поместье «Чёрное зеркало», в котором живёт старинная семья Гордонов. В 1200-х годах род Гордонов был основан двумя братьями, Мордредом и Маркусом Гордонами (и они же заложили фундамент будущего поместья). Мордред Гордон был тираном, который мучил своих поданных, и в итоге был свергнут и убит Маркусом. По легенде, перед смертью Мордред проклял род Гордонов. Во вступлении дождливой ночью пожилой Уильям Гордон приходит в свой кабинет, расположенный на верхнем этаже башни поместья, и пишет письмо своему внуку Сэму с просьбой продолжить его работу, потому что Уильям чувствует, что его время на исходе. После этого некая сила выталкивает Уильяма из окна и он погибает, упав на садовую ограду с шипами.
На похороны в поместье возвращается Сэм — 12 лет назад он покинул «Чёрное зеркало», потому что в поместье случился пожар, погубивший его жену Кэтрин. Некогда гигантская семья Гордонов теперь на грани вымирания — кроме прислуги в поместье живут теперь только жена Уильяма Виктория и её сын Роберт, а само поместье медленно разваливается (дворецкий Бэйтс говорит Сэму, что поместье пытались ремонтировать, но здание как будто «отвергает новые камни»). Хотя детектив Колье смерть Уильяма официально посчитал несчастным случаем, сама она окружена такими таинственными обстоятельствами, что Сэм отказывается принимать такую версию и решает начать собственное расследование.
Для начала он находит разорванную фотографию некоего мужчины, в котором Виктория узнаёт одного сироту, которого Уильям когда-то привёл ребёнком к ним в поместье и начал опекать его. Но когда парень вырос, то у него начались сильные проблемы с психикой и Роберт вынужден был поместить его в психиатрическую лечебницу Эшбурри, где он работает главврачом. Сэм находит дневник Уильяма, из которого выясняет, что в последние несколько лет его дед мучился чувством вины за некоего Джеймса, который, по его мнению, стал жертвой мифического проклятья рода Гордонов. Уильям тогда начал изучать историю их семьи и обнаружил странную закономерность: подобным недугом страдали все их предки, которые родились в одну неделю с интервалом в 200 лет. Также Уильям написал, что в своих исследованиях он узнал о неких пяти ключах, собрав которые, можно раскрыть тайну проклятья Гордонов. Первой же ночью прибывания Сэма в поместье в их садовом фонтане тонет садовник Генри. Его смерть Колье тоже признаёт несчастным случаем.
Вскрыв могилу Маркуса, Сэм находит в ней старинную запись, из которой выясняет, что Мордред поклонялся тёмной магии. По легенде в момент свержения он спрятался глубоко в подземелье под их поместьем, где находился некий магический артефакт «чёрное зеркало», служащий дверью в потусторонний мир, откуда Мордред хотел призвать духов, чтобы те защитили его. Когда же Маркус нашёл и убил его, то Мордред на последнем издыхании заявил, что все потомки Маркуса будут прокляты и что настанет день, когда один из потомков Маркуса принесёт в жертву пять невинных душ и тогда зло, которое пытался вызвать Мордред, вернётся вновь — смерть Мордреда только остановила приход тёмных сил через «чёрное зеркало», но сам портал не запечатала, и пять ключей, о которых писал Уильям, нужны для того, чтобы его запечатать. Четыре из пяти ключей в своё время были розданы разным членам семьи Гордонов, а пятый положили в могилу Маркуса, когда он умер.
Сэм едет в Уэльс, где находится другой ключ, и где живут их родственники Ричард и Элеонора. От Элеоноры он узнаёт, что Джеймс, которого упоминает в дневнике Уильям, этот тот самый сирота. Раздобыв ключ, Сэм возвращается домой и узнаёт, что за время его отсутствия произошло два события: убит местный мальчик Вик Вэлли (с которым Сэм познакомился в первый день после приезда) и пропал Роберт. Хотя Колье считает, что мальчика могли убить волки (потому что его изуродованный труп нашли в лесу), семейный доктор Гордонов и по совместительству местный патологоанатом Ганс Герман, осматривая труп, опровергает эту теорию, потому что раны не похожи на укусы животных. Заодно он сообщает Сэму, что в лёгких Генри не было найдено воды, что тоже опровергает версию о несчастном случае. Одновременно Сэм находит в почтовом ящике поместья письмо от Джеймса, где тот называет Уильяма отцом и просит забрать его домой. Виктория в конечном итоге подтверждает, что Джеймс является незаконнорожденным сыном Уильяма.
Сэм приходит в Эшбурри, чтобы узнать что-нибудь о судьбе дяди, а заодно пообщаться с Джеймсом, потому что в своё время Уильям, согласно дневнику, отдал тому один из ключей. Придя в лечебницу, Сэм узнаёт, что Джеймс сбежал оттуда некоторое время назад. От живущего в соседней с Джеймсом палате Ральфа Сэм узнаёт, что в лечебнице творятся очень странные дела (Роберт пичкал пациентов странными лекарствами, от которых они чувствуют большую слабость), и что Джеймс почему-то очень боялся сводного брата. По вещам Джеймса Сэму в конечном итоге удаётся найти того на развалинах маяка Шарп-Эдж. Джеймс рассказывает ему, что на самом деле Уильям не считал его достаточно больным, чтобы поместить в лечебницу, но того уговорил Роберт. Затем он рассказывает, что Роберт превратил всех пациентов в подопытных кроликов, тестируя на них лекарства собственного изготовления, и поэтому он очень боится возвращаться в лечебницу. По его наводке Сэму удаётся найти третий ключ, после чего он чувствует себя неладно и на два дня ложится в постель.
Через два дня он узнаёт, что тело Роберта было найдено возле Шарп-Эджа в компании пребывающего в невменяемом состоянии Джеймса, которого после этого отправили в Эшбурри. Когда Сэм приходит к нему, то обнаруживается, что Джеймс повесился в своей палате, но перед этим написал на стене имя Сэма. Ральф же рассказывает Сэму, что перед смертью Джеймс постоянно твердил, что он не убивал Роберта. Одновременно обнаруживается труп Ганса на его рабочем месте (ему отрезали голову). Колье считает, что все убийства вполне мог совершить Джеймс, но Сэм не очень в это верит: в кулаке трупа Ганса он находит пучок волос и сравнивает их с волосами потенциальных подозреваемых (Джеймс и их семейный конюх Морис), но безуспешно. Он проникает в домашний кабинет Роберта, где узнаёт, что Роберт был в сговоре с Гансом: тех пациентов, что умирали от лекарств Роберта, он затем отправлял в морг Ганса, где тот избавлялся от них. Там же он находит бумаги, из которых выясняет личные мотивы Роберта в отношении Джеймса: оказывается, за год до смерти Уильям составил завещание, по которому Роберт лишался права быть членом их семьи, в то время как Джеймс, наоборот, получал его.
Сумев раздобыть два оставшихся ключа, Сэм видит, как кто-то из их поместья приезжает в церковь Уормхилл и заходит в кабинку для исповеди. Сэм тогда прикидывается священником и тоже заходит в исповедальню. Исповедующимся оказывается Бэйтс, который признаётся, что только потому, что он все эти годы верно служил Гордонам, он не мог сказать следствию правду и поэтому вынужден исповедаться: он видел убийцу в ночь смерти Генри, это был Сэм Гордон. Только тут Сэм вспоминает, что каждую ночь, когда происходило убийство, он видел об этом сон, но теперь становится понятно, что это всё было наяву. В шоке Сэм пробирается в подземелье под их поместьем, где наконец находит комнату с «чёрным зеркалом». С помощью ключей он проводит соответствующий ритуал и закрывает портал. Однако, не способный справиться с чувством вины, он забирается на крышу той башни, откуда выпал Уильям, и точно также бросается вниз на ограду.

## Игровой процесс
The Black Mirror — это классический квест от третьего лица и с двухмерной графикой. Целью игры является выяснение обстоятельств смерти Уильяма Гордона и всех последующих за ним смертей обитателей поместья. Путём ведения диалогов, поиска различных предметов и возможности взаимодействия их с другими предметами, а также решая простые и не очень головоломки, Сэмюэл, проведя целое детективное расследование, должен докопаться до истины.
В игре представлены 150 локаций, на которых можно встретить 23 различных персонажа (не каждому из которых посчастливится остаться в живых к концу игры). Общее время записанных диалогов — 5 часов.
В некоторых сценах при совершении определённых действий в игровом процессе возможна гибель персонажа, после которой необходимо начинать игру заново (или с последнего сохранения).

## Оценки и награды
| Сводный рейтинг       | Сводный рейтинг   |
| Агрегатор             | Оценка            |
| --------------------- | ----------------- |
| GameRankings          | 60,76 %           |
| Metacritic            | 58/100 (21 обзор) |
| Иноязычные издания    |                   |
| Издание               | Оценка            |
| GameSpot              | 5,5/10            |
| IGN                   | 7,2/10            |
| Русскоязычные издания |                   |
| Издание               | Оценка            |
| Absolute Games        | 91 %              |

Игра получила смешанные отклики от критиков. На сайте GameRankings она имеет рейтинг 60,76 %, а на Metacritic — 58.
В хвалебных отзывах рецензенты отмечают увлекательный сюжет The Black Mirror, неповторимую напряженную атмосферу и большой вклад разработчиков в создание фабулы и проработанных диалогов. По мнению критиков, игра является отличным детективным квестом с уклоном в мистику, однако недостаток внимания к деталям портит общее впечатление от неё. Тем не менее, журнал «Лучшие компьютерные игры» присудил адвенчуре «Орден ЛКИ».
По версии журнала такой «орден получают отличные игры, немного не дотянувшие до шедевра».
В англоязычной прессе встречаются значительно более сдержанные оценки. Один из журналистов отмечает посредственность The Black Mirror: типичный сюжет, стандартные головоломки и затянутые диалоги, заставляющие игрока скучать. Также критики единодушны в отношении озвучивания. По замечанию одного из рецензентов, The Black Mirror — яркий пример того, как плохое озвучивание может испортить игру. Подчеркивается, что голос главного героя комичен и настолько раздражает игрока, что геймплей становится невыносимым.